# Davide Sonar
Davide Sonar, właściwie Davide Cardilli – włoski DJ i producent muzyki z gatunku hardstyle, wydający w wytwórni Scantraxx Italy.

## Dyskografia

### Single[1]
- Davide Sonar – Techno Boheme (2006)
- Davide Sonar – Reactor / Beatz 4 U (2007)
- Davide Sonar – All Of Me / Misunderstanding? )2008)
- Davide Sonar – Sarabande / Here We Go Again (2008)
- Davide Sonar & MBG – The Message (2008)
- Davide Sonar – Believe / Direct Line (2009)
- Davide Sonar – Natural / Dedication (2009)
- Davide Sonar – My World / Spiritual Fire (2010)

### Remiksy[1]
- Chromo – Dark Reflex (Davide Sonar Remix)
- Bruno Power – Enchanted (Davide Sonar Remix)
- Max B. Grant vs Djanny – The Jagermeister Effekt (Davide Sonar Remix)

### Projekty[1]
- Alby Jes
- Analogic Disturbance
- Andromeda
- Bullock
- Jason
- Julian DJ & Davide Sonar
- Limpar
- Lunateck
- More Power
- Psycho Hardstylers
- Reezy & Beezy
- T.A.F.K.A.B.O.